# 山形県立天童高等学校
山形県立天童高等学校（やまがたけんりつ てんどうこうとうがっこう、英称:Yamagata Prefectural Tendō High School）は、山形県天童市大字山元にある県立の高等学校。略称は天高。

## 設置学科
- 総合学科
  - 文理総合系列
  - 情報ビジネス系列
  - 会計ビジネス系列
  - 保健福祉系列

## 概要
歴史
1920年（大正9年）創立の「天童町立天童実科高等女学校」を前身とする。1943年（昭和18年）に校名から実科を除き、1947年（昭和22年）に移管により「山形県立天童高等女学校」となった。翌1948年（昭和23年）の学制改革で新制高等学校となった。1999年（平成11年）に総合学科を設置。2010年（平成22年）に創立80周年を迎えた。
校章
1982年（昭和57年）に制定。2名の教諭による共同制作で、舞鶴山にちなみ、鶴の舞う姿を図案化し、「高」の文字を置いたもの。
校歌
1951年（昭和26年）に制定。作詞は神保光太郎、作曲は清水脩による。歌詞は3番まであり、校名は歌詞中に登場しない。各番とも「希望の学徒」で終わる。
制服
冬服はブレザー。男子はネクタイとズボン、女子はリボンとスカート。
部活動
空手道部、なぎなた部、ダンス部などが全国大会などの各種大会で多く活躍している。そのほかにも、野球部をはじめとした運動部や吹奏楽部、演劇部といった文化部がある。(ダンス部は文化部に含まれる)
進路
進学が8割で特に各種専門学校への進学が多い。就職は2割である。
同窓会
「九皐会」（きゅうこうかい）と称している。

## 沿革
高等女学校時代
- 1920年（大正9年）- 「天童町立天童実科高等女学校」が開校。
  - 天童尋常高等小学校[1]（現・山形県青年の家敷地）に併設される。
- 1943年（昭和18年）4月1日 - 「山形県天童高等女学校」と改称。修業年限を4年とする。
  - 山形県を冠しているが、設置者は天童町で町立の高等女学校であった。
- 1948年（昭和21年）4月1日 - 修業年限を5年とする。
- 1947年（昭和22年）4月1日 - 県立移管により「山形県立天童高等女学校」に改称。
  - 学制改革（六・三制の実施）が行われる。
    - 高等女学校の募集を停止。
    - 新制中学校を併設（名称:山形県立天童高等女学校併設中学校、以下・併設中学校）し、高等女学校1・2年修了者を新制中学2・3年生として収容。
    - 併設中学校は経過措置としてあくまで暫定的に設置されたため、新たに生徒募集は行われず、在校生が2・3年生のみの中学校であった。
    - 高等女学校3・4年修了者はそのまま在籍し、4・5年生となった（4年修了時点で卒業することもできた）。

新制高等学校
- 1948年（昭和23年）
  - 4月1日 - 学制改革（六・三・三制の実施）により、高等女学校が廃止され、新制高等学校「山形県立天童高等学校」が発足。
    - 通常制普通課程を設置。男女共学を開始[要出典]。
    - 高等女学校卒業者（5年修了者）を新制高校3年生、高等女学校4年修了者を新制高校2年生、併設中学校卒業者（3年修了者）を新制高校1年生として収容。
    - 併設中学校を継承し（名称:山形県立天童高等学校併設中学校）、在校生が1946年（昭和21年）に高等女学校へ最後に入学した3年生のみとなる。

  - 5月1日 - 定時制普通課程を設置。また定時制の分校を2校（高擶[2]・山口）を設置。
- 1949年（昭和24年）3月31日 - 併設中学校を廃止。
- 1951年（昭和26年）
  - 2月24日 - 校歌を制定。
  - 3月 - 校旗を制定。
  - 6月　久野本（北日本産業株式会社跡地・現天童市立第四中学校校地）に移転を完了。
- 1962年（昭和37年）4月1日 - 全日制普通科の募集を停止し、商業科と工業科を新設。定時制課程に商業科を新設。
- 1964年（昭和39年）
  - 3月31日 - 全日制課程普通科を廃止。
  - 4月1日 - 「山形県立天童商工高等学校」と改称。
- 1965年（昭和40年）4月1日 - 定時制課程に普通科を新設。
- 1975年（昭和50年）4月1日 - 全日制課程の工業科の募集を停止し、普通科を新設。
- 1977年（昭和52年）
  - 3月31日 - 全日制課程 工業科を廃止。
  - 4月1日 - 「山形県立天童高等学校」と改称（再）。
- 1979年（昭和54年）5月 - 現在地に移転を完了。
- 1981年（昭和56年）3月31日 - 定時制課程を廃止。
- 1982年（昭和57年）3月1日 - 校章を制定。
- 1999年（平成11年）4月1日 - 普通科と商業科の募集を停止し、総合学科を設置。（山形県内で3校目）校訓「進取、自律、融和」を制定。
- 2000年（平成12年）11月 - 初めて 韓国への修学旅行を実施。佛谷[3]高校を訪問。
- 2001年（平成13年）3月31日 - 普通科と商業科を廃止。
- 2004年（平成16年）1月 -  韓国の佛谷[3]高校と姉妹校締結。ホームステイ相互交流を開始。
- 2009年（平成21年）4月 - 進学型総合学科に改編。

## 部活動
体育部
- 硬式野球部（男）
- バスケットボール部
- 陸上競技部
- バレーボール（女）
- バドミントン（女）
- 硬式テニス部
- ソフトボール部
- 弓道部
- 空手道部
- なぎなた部（女）
- サッカー部（男）
- ダンス部

文化部
- 吹奏楽部
- 演劇部
- ワープロ部
- 美術部
- 将棋部
- JRC
- 文芸部
- 新聞部
- 写真部
- ESS部
- 華道部
- 茶道部
- 書道部

## 交通アクセス
最寄りの鉄道駅
- JR東日本 山形新幹線・奥羽本線 「天童駅」